# 国際エネルギー機関

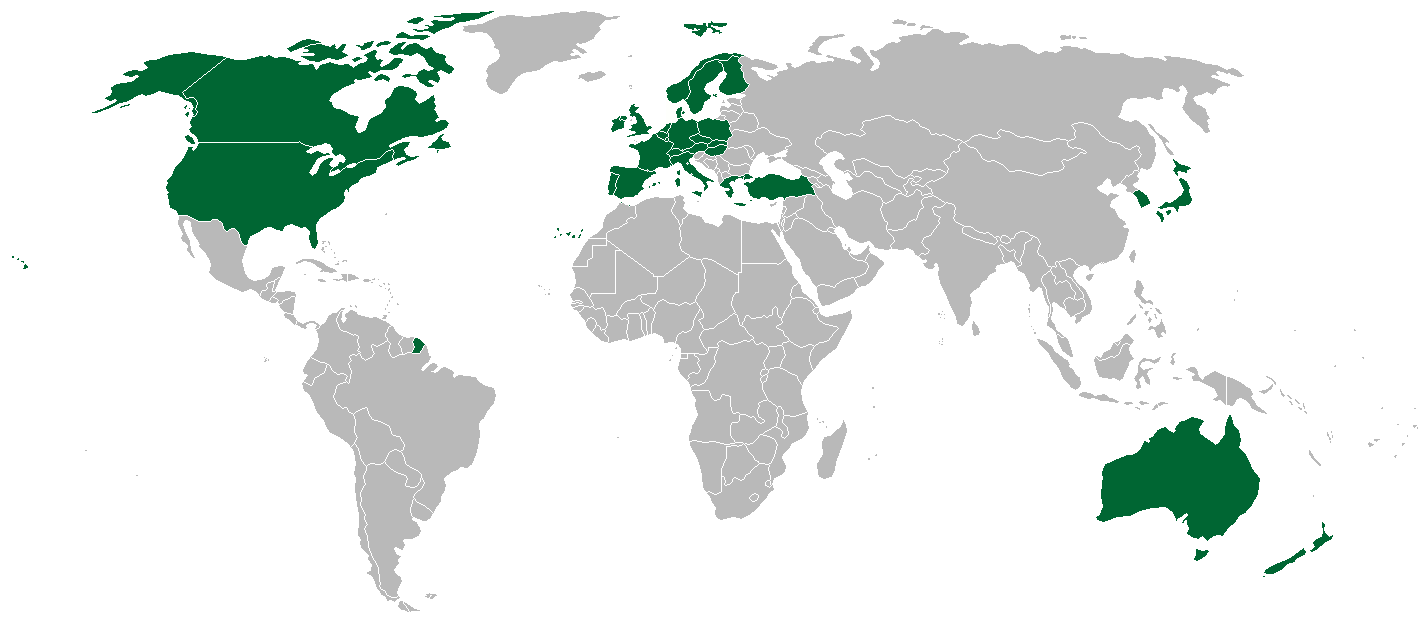
加盟国

国際エネルギー機関（こくさいエネルギーきかん、英語: International Energy Agency、IEA）は、29の加盟国が、その国民に信頼できる、安価でクリーンなエネルギーを提供するための諮問機関。国際と冠しているが、旧西側諸国のみで構成されており、IAEAのような国連の組織とは無関係である。所在地はパリ15区。
当初1973年の第1次石油危機を契機に、アメリカのキッシンジャー国務長官の提唱のもと、1974年に加盟国の石油供給危機回避（安定したエネルギー需給構造を確立すること）を目的に設立された。やがて、エネルギー市場の変化に伴いその役割も変化した。現在は「スリーE：（バランスの取れたエネルギー政策立案）、エネルギー安全保障、経済発展と環境保護」を掲げており、焦点は、気候変動に関する政策と市場改革、再生可能エネルギー技術開発におけるコラボレーションと加盟外国々へのアウトリーチ（特にエネルギー大国である中国、インド、ロシアそしてOPEC加盟国）である。2009年には意見の対立から国際再生可能エネルギー機関が生まれたが、現在は協力関係にある。

## 概要
加盟基準。次の二つの条件の双方を満たすもの。
- OECD加盟国（現在34カ国）
- 備蓄基準（前年の1日当たり石油純輸入量の90日分）を満たしていること

## 加盟国
現在の加盟国は以下の29か国。
- オーストラリア
- オーストリア
- ベルギー
- カナダ
- チェコ
- デンマーク
- エストニア
- フィンランド
- フランス
- ドイツ
- ギリシャ
- ハンガリー
- アイルランド
- イタリア
- 日本
- 韓国
- ルクセンブルク
- オランダ
- ニュージーランド
- ノルウェー
- ポーランド
- ポルトガル
- スロバキア
- スペイン
- スウェーデン
- スイス
- トルコ
- イギリス
- アメリカ

この他、欧州委員会もIEAの業務に参加している。

## 主な業務
IEAは、エネルギーに関する調査や統計作製を行い、各種の報告書や書籍を発行している。代表的なものとしては、下記のようなものがある。
- World Energy Outlook：中・長期にわたるエネルギー市場の予測[1]。
- Key World Energy Statistics：世界のエネルギー統計の概要。無料[2]。

なお国際エネルギー機関は環境団体から、価格競争力を理由に火力発電や原子力発電に依存し、再生可能エネルギーに消極的と批判されてきたが、2011年11月23日に代替エネルギーが普及に充分な競争力を持ちつつあるという声明を出した。

## 詳細
所在地
- 事務局所在地：フランス・パリ15区 フェデラシヨン通り9番地（9 Rue de la Fédération, 75015 Paris）

組織構成
- 事務局長：ファティ・ビロル（英語版）前IEAチーフエコノミスト（任期：2015年9月-。2018年1月の理事会で再選が決定し，2019年9月から4年間の任期で2期目を務めている。）
- 理事会：全加盟国代表から成る

## 歴史
- 1974年：設立